# Хрватско национално веће Републике Србије
Хрватско национално веће Републике Србије (хрв. Hrvatsko nacionalno vijeće Republike Srbije, ХНВ) је представничко тело хрватске мањине у Србији, основано за заштиту права и мањинску самоуправу Хрвата у Србији. Тренутна председница Хрватског националног већа је Јасна Војнић.
Представља хрватску националну мањину у службеној употреби језика, образовања, информисања и културе, учествује у одлучивању или одлучивању о питањима и оснива институције у тим областима.
Хрватско национално веће је основано на темељу Закона о заштити права и слобода националних мањина из 2002. године.
Хрватско национално веће противи се усвајању иницијативе Националног савета Буњеваца за проглашење ништавности акта о насилној асимилацији Буњеваца.

## Органи
- 29 одборника
- Председник
- 4 потпредседника
- Извршни одбор
- Комитети
- Секретари

## Групе чланова националног већа
Актуелни састав националног већа који је конституисан 2022. године.
| Расподела мандата по групама | Расподела мандата по групама          | Места |
| ---------------------------- | ------------------------------------- | ----- |
| Укупан број чланова          | Укупан број чланова                   | 29    |
|                              | Носиоц листе кандидата – Јасна Војнић | 29    |

## Институције
- Хрватска ријеч

## Симболи

### Застава и грб
- Застава Хрвата у Србији
- Грб Хрвата у Србији